# Discouraged Ones
Albums de Katatonia
Brave Murder Day
(1996) Tonight's Decision
(1999)
Discouraged Ones est le troisième album du groupe de metal suédois Katatonia, sorti en 1998.
À partir de cet album, les grunts et autres influences death metal disparaissent de la musique du groupe.

## Liste des chansons
Toutes les chansons sont écrites et composées par Renkse et Nyström.
| No  | Titre                   | Durée |
| --- | ----------------------- | ----- |
| 1.  | I Break                 | 4:24  |
| 2.  | Stalemate               | 4:21  |
| 3.  | Deadhouse               | 4:37  |
| 4.  | Relention               | 3:39  |
| 5.  | Cold Ways               | 5:22  |
| 6.  | Gone                    | 2:49  |
| 7.  | Last Resort             | 4:37  |
| 8.  | Nerve                   | 4:32  |
| 9.  | Saw You Drown           | 5:04  |
| 10. | Instrumental            | 2:52  |
| 11. | Distrust                | 4:57  |
| 12. | Quiet World (Bonus)     | 4:39  |
| 13. | Scarlet Heavens (Bonus) | 10:26 |